# 외뿔장수풍뎅이
외뿔장수풍뎅이는 장수풍뎅이아과의 곤충이다. 조선민주주의인민공화국과 대한민국, 중국, 대만 지역에 산다.

## 특징
몸은 땅말막하고 앞가슴등판에 패인 홈이 있으며, 딱지날개에는 점각열이 있다. 장수풍뎅이보다 생활 주기가 빨라서 번식의 세대가 더욱 짧은 것이 특징이다.  장수풍뎅이 암컷은 뿔이 없지만 외뿔장수풍뎅이 암컷은 작게나마 뿔이 있으며, 앞가슴등판의 패임과 앞다리 발톱 모양으로 암수가 구분된다. 성충은 1년에 2번. 5월, 8월에 발생하며 6~9월에 활동한다. 수명은 평균적으로 1~3개월이며 장수풍뎅이보다 매우 긴 편이다. 어른벌레는 수액도 먹지만 주로 죽은 곤충이나 다른 곤충을 공격해 체액을 먹는다. 육식도 겸하기 때문에, 사육을 할 때에는 가끔 육식성 먹이를 넣어주는 것이 좋다. 애벌레는 썩은 참나무를 먹고 자란다.

## 아종
- E. c. chinensis
- E. c. okinawanus
- E. c. irregularis